# 加利維爾 (亞利桑那州)
加利維爾（英語：Galeyville）是位於美國亞利桑那州科奇斯縣的一個非建制地區。該地的面積和人口皆未知。

## 地理
加利維爾的座標為31°57′01″N 109°13′06″W / 31.95028°N 109.21833°W，而該地的平均海拔高度為1747米（即5732英尺）。